# Варшавский договор (1768)
Варша́вский догово́р (1768) — был подписан 24 февраля 1768 года между Российской империей и Речью Посполитой.

## Предшествующие события
После смерти короля Августа III партией Чарторыйских на трон Речи Посполитой был выдвинут Станислав Понятовский. В 1764 году при немногочисленном участии шляхты и твёрдой поддержке Екатерины II его избрали королём. Однако по прошествии нескольких лет выяснилось, что политика нового короля не во всём соответствует интересам России и некоторых представителей шляхты. Начиная с 1767 года, недовольные политикой Понятовского группировки шляхты при поддержке соседних держав, России и Пруссии, объединялись в конфедерации. Так называемый, Репнинский сейм в конце 1767 — начале 1768 года (назван по имени представителя Екатерины II — Н. В. Репнина, фактически диктовавшего решения), сделал возможным для России восстановить своё значение путём принуждения к подписанию договора.

## Содержание договора
Под давлением Н. Репнина сейм разработал текст договора. Он подтверждал господство в Польше римско-католической веры. Однако, одновременно уравнивал в гражданских правах с католиками, так называемых диссидентов — православных и протестантов. Они получали право на все должности, исключая королевского достоинства. При смешанных браках дочери должны были исповедовать религию матери, сыновья — отца. Россия, в свою очередь, выступала гарантом Польше в неприкосновенности её владений и основных законов.
Этот договор был подписан и утверждён сеймом.

## Последствия
Оппозиционная часть шляхты, недовольная подписанным договором и одновременно усилившейся пророссийской ориентацией Понятовского, создала вооружённый союз — Барскую конфедерацию. Это привело к гражданской войне и вмешательству соседних держав. Результатом стал так называемый, первый раздел Речи Посполитой в 1772 году.